# Wolfgang Kranichbein
Wolfgang Kronsbein, genannt Kranichbein (* 1884; † im 20. Jahrhundert), war ein deutscher Maler und Bildhauer. Er studierte an der Berliner Akademie unter Anton von Werner. Für die  Porzellanmanufaktur Meißen schuf er u. a. eine Büste nach der von Johannes Eckstein abgenommenen Totenmaske Friedrich II. von Preußen.